# Dewoitine HD.730
Le Dewoitine HD.730 était un prototype d'hydravion à flotteurs de reconnaissance des années 1940. Il s'agissait d'un monoplan monomoteur à aile basse conçu comme avion de reconnaissance lancé par catapulte pour opérer à partir de navires de guerre de la marine française. Deux ont volé en 1940 et un troisième a été construit selon une conception modifiée en 1941, mais aucune production n'a suivi.

## Conception et développement
Le Dewoitine HD.730 a été conçu par l'équipe d'Emile Dewoitine à la Société nationale des constructions aéronautiques du Midi (SNCAM), qui fut créée en 1937 lors de la nationalisation de la Société aéronautique française (SAF) de Dewoitine, afin de répondre à un besoin de la marine française pour un avion d'observation léger lancé par catapulte, deux prototypes ont été commandés en 1938. C'était un monoplan à voilure basse de construction entièrement métallique. Il était équipé d'une aile en mouette inversée, qui se repliait sur les flotteurs pour faciliter le stockage à bord du navire, et il avait deux dérives arrières. L'équipage de deux hommes, pilote et observateur étaient assis en tandem sous un auvent fermé. L'observateur était armé d'une  mitrailleuse montée de manière flexible et une mitrailleuse fixe était actionnée par le pilote. Il était propulsé par un moteur Renault 6Q de 164 kW (220 ch) de six cylindres inversés refroidi par air  entraînant une hélice bipale.
Le premier prototype a volé en février 1940, le second en mai suivant. Les tests ont montré qu'il était sous-motorisé et il a été proposé que les 40 avions de série prévus utiliseraient le Béarn 6D (en) de 261 kW (350 ch). Ces plans ont été stoppés par l'armistice du 22 juin 1940.
Malgré l'armistice, le développement s'est poursuivi, avec un troisième prototype considérablement revu, le HD.731.01. Il était propulsé par un Béarn 6D et était plus petit que le HD.730, avec une envergure de 10,21 m contre 12,60 m pour le HD.730. Afin d'éviter les contrôles de l'Axe sur la production d'avions militaires, il a été officiellement présenté comme avion de liaison commerciale destiné à être utilisé dans les colonies françaises d'outre-mer, mais malgré tout, il était toujours équipé d'ailes repliables. Il a effectué son vol inaugural le 11 mars 1941, mais les tests ont révélé que ses ailes étaient trop petites et le HD.731 a été abandonné. La SNCASE a quant à elle repris le travail sur le HD.730, remontant le deuxième prototype avec un Béarn 6D, les essais recommençant en juillet 1941 et se poursuivant jusqu'à leur interdiction par la commission de contrôle italienne en décembre.
Les travaux sur le HD.730 ont recommencé après le retrait allemand du sud de la France, le deuxième prototype étant équipé d'un seul aileron et d'un gouvernail de direction, volant à nouveau le 21 juillet 1945. Si les essais ont été réussis, la marine française n'avait plus besoin d'un hydravion catapulté, car les catapultes avaient été retirées de ses navires. Bien que l'on ait envisagé de l'utiliser comme avion école, le SCAN 20 a été choisi à la place et le HD-730 a été abandonné. 